# Margaret Hasluck
Margaret Masson Hardie Hasluck (geborene Margaret Hardie; * 18. Juni 1885 in Drumblade; † 18. Oktober 1948 in Dublin) war eine schottische Geographin, Linguistin, Epigraphikerin, Archäologin und Volkskundlerin.

## Leben
Margaret Hardie wurde 1885 in einem kleinen Dorf in der Council Area in Aberdeenshire geboren. 1907 schloss sie erfolgreich ein Studium der Klassischen Altertumswissenschaft an der University of Aberdeen ab und spezialisierte sich bis 1911 am Newnham College in Cambridge. Einen Abschluss konnte sie dort nicht erwerben, da Cambridge bis 1948 Frauen nicht zum Studiumabschluss zuließ. Hasluck arbeitete dann – mit einem Stipendium – als erste Frau an der British School at Athens. Mit William Ramsay unternahm sie Reisen nach Anatolien. Sie forschte in Antiochia in Pisidien und veröffentlichte 1912 „The Shrine of Men Askaenos at Pisidian Antioch“ und nach einer Reise nach Izmir „Dionysos at Smyrna“.
Nach ihrer Heirat 1912 mit Frederick William Hasluck, dem stellvertretenden Direktor der British School, verbrachte das Paar die Flitterwochen in Konya und reiste durch die Türkei. In den folgenden Jahren lebten die Haslucks in Athen und reisten viel über die Balkanhalbinsel. 1915 verließ Frederick Hasluck die British School und arbeitete in der Aufklärungsabteilung der britischen Botschaft in Athen. Im folgenden Jahr erkrankte Frederick Hasluck an Tuberkulose; drei Jahre später starb er in der Schweiz. Margaret Hasluck zog nach England und veröffentlichte dort die nachgelassenen Manuskripte ihres Mannes. 1921 erhielt sie zwei Stipendien ihrer Universität und konnte damit nach Albanien reisen, um Volksmärchen des Landes zu sammeln.
Ab 1923 lebte sie 13 Jahre dauerhaft in Albanien. Nach einer Weile erwarb sie ein Grundstück mit einem Haus in Elbasan und führte in der Region Makedonien anthropologische Forschungen durch. 1924 wurde sie Mitglied der Royal Geographical Society. Sie veröffentlichte zahlreiche Artikel zur Region sowie das erste Englisch-Albanische Lehrbuch mit einem Lesebuch. Immer wieder wurde Hasluck nachgesagt, dass sie eine Affäre mit dem albanischen Gelehrten und Politiker Lef Nosi gehabt habe. Aufgrund ihrer Geheimdiensttätigkeit im Ersten Weltkrieg musste sie 1939 Albanien Richtung Athen verlassen, als Italien das Land besetzte. Nosi hinterließ sie ihre umfangreiche Bibliothek mit mehr als 3000 Büchern. In Griechenland arbeitete sie für das Pressebüro der britischen Botschaft und stellte immer wieder Kontakte zum albanischen Widerstand her.
Als auch Athen unsicher wurde, zog sie zuerst nach Istanbul und dann nach Kairo. Auch dort beriet sie den britischen Geheimdienst zu Albanien und half beim Aufbau einer Special-Operations-Executive-Gruppe für das Land. 1945 erkrankte Hasluck an Leukämie. Sie wurde in Zypern und Dublin behandelt, wo sie 1948 starb.

## Ehrungen
1944 verlieh ihr das Vereinigte Königreich den Order of the British Empire. Am 18. Juni 2010 enthüllte ein Neffe von Margaret Hasluck an ihrem 125. Geburtstag an ihrem Anwesen in Elbasan in Anwesenheit des Präfekten des Qark Elbasan, des Bürgermeisters von Elbasan und der britischen Botschafterin in Albanien eine Gedenkplakette. Außerdem wurde Hasluck zur Ehrenbürgerin der Stadt ernannt.

## Schriften (Auswahl)
- The Shrine of Men Askaenos at Pisidian Antioch. In: Journal of Hellenic Studies 32, 1912, S. 111–150
- Dionysos at Smyrna. In: Annual of the British School at Athens 19, 1912/13, S. 89–94
- The Significance of Greek Personal Names. 1923
- Christian Survivals among Certain Moslem Subjects of Greece. 1924
- The Nonconformist Moslems of Albania. 1925
- A Lucky Spell from a Greek Island. 1926
- The Basil-Cake of the Greek New Year. 1927
- An Unknown Turkish Shrine in Western Macedonia. 1929
- Measurements of Macedonian Men. In: Biometrika 21, 1929, S. 322–336
- Traditional Games of the Turks. 1930
- Këndime Englisht-Shqip or Albanian-English Reader. Sixteen Albanian Folk-Stories Collected and Translated, with Two Grammars and Vocabularies. Cambridge 1932
- Physiological Paternity and Belated Birth in Albania. 1932
- Bride-Price in Albania: A Homeric Parallel. 1933
- A Historical Sketch of the Fluctuations of Lake Ostrovo in West Macedonia. In: The Geographical Journal 87, 1936, S. 338–347
- The Archaeological History of Lake Ostrovo in West Macedonia. 1936
- Causes of the Fluctuations in the Level of Lake Ostrovo, West Macedonia. In: The Geographical Journal 88, 1937, S. 446–457
- The Gypsies of Albania. 1938
- Couvade in Albania. 1939
- The Sedentary Gypsies of Metzoro. 1939
- Firman of A. H. 1013–14 (A.D. 1604–5) Regarding Gypsies in the Western Balkans. In: Journal of the Gypsy Lore Society Serie 3, Bd. 27, 1948, S. 1–12
- Oedipus Rex in Albania. In: Folk-Lore Bd. 60, 1949, S. 340–348
- The unwritten law in Albania, hrsg. von J. H. Hutton, Cambridge University Press, Cambridge 1954
- Robert Elsie (Hrsg.): The Hasluck Collection of Albanian Folktales (= Albanian Studies. Band 14). Centre for Albanian Studies, London 2015, ISBN 978-1-5120-0228-7.

als Herausgeberin nachgelassener Schriften von Frederick William Hasluck
- Athos and its Monasteries. 1924
- Letters on Religion and Folklore. 1926
- Christianity and Islam under the Sultans. 2 Bände, 1929